# Racine (Wisconsin)
Racine is een plaats (city) in de Amerikaanse staat Wisconsin, en valt bestuurlijk gezien onder Racine County.

## Demografie
Bij de volkstelling in 2000 werd het aantal inwoners vastgesteld op 81.855. In 2006 is het aantal inwoners door het United States Census Bureau geschat op 79.592, een daling van 2263 (-2,8%).

## Geografie
Volgens het United States Census Bureau beslaat de plaats een oppervlakte van 48,3 km², waarvan 40,2 km² land en 8,1 km² water.

## Plaatsen in de nabije omgeving
De onderstaande figuur toont nabijgelegen plaatsen in een straal van 12 km rond Racine.

## Bekende personen uit Racine
- Fredric March (1897-1975), acteur
- Chi Coltrane (1948), zangeres
- Greg Graffin (1964), zanger van de punkrock band Bad Religion
- Jesse Marsch (1973), voetbaltrainer

## Stedenband
- Bluefields (Nicaragua)